# أليخاندرو رييس
أليخاندرو رييس (بالإسبانية: Alejandro Reyes)‏ هو قاضي وسياسي تشيلي، ولد في 24 فبراير 1825 في سانتياغو في تشيلي، وتوفي بنفس المكان في 8 يناير 1884. حزبياً، نشط في National Party (Chile, 1857) ‏. وقد انتخب وزير المالية - تشيلي وانتخب عضو مجلس الشيوخ من شيلي وانتخب عضو مجلس النواب من شيلي.